# João Cardoso
João Rodrigo Esteves Cardoso (Uruguaiana, 25 de diciembre de 1939 - Porto Alegre, 23 de junio de 2019) fue un futbolista brasileño que se desempeñaba como delantero o centrocampista. Fue una leyenda en Racing Club de Argentina, donde integró el histórico equipo dirigido por Juan José Pizzuti que se consagró campeón de la Copa Libertadores y la Copa Intercontinental en 1967.
Surgido en Grêmio, es exactamente el jugador brasileño en el que más clubes estuvo durante su paso por el fútbol de Argentina.
Falleció el 23 de junio del 2019 en Porto Alegre, capital de Rio Grande do Sul, Brasil.

## Trayectoria

### Grêmio
Cardoso, a pesar de los castigos físicos de su padre, administrador del mercado municipal de Uruguayana, decidió seguir su sueño de jugar al fútbol, llegando incluso a prometerle a su padre que jugaría en el Grêmio Foot-Ball Porto Alegrense. Después de destacarse en una olimpiada militar, fue aceptado en el equipo de Uruguayana y, tras brillar en un amistoso contra Grêmio, pudo cumplir su sueño de unirse al club tricolor, aunque fue necesario el apoyo de su madre para que su padre aceptara la transferencia.
Debutó en el primer equipo del Grêmio en 1959, comenzando con tres goles en sus primeros tres partidos en el torneo regional de Porto Alegre. Aunque el equipo ganó el campeonato estatal de 1959 y 1960, Cardoso tuvo pocas oportunidades como centrodelantero debido a la competencia con ídolos como Gessy Lima y Juarez Teixeira, y jugó principalmente como extremo derecho. Su momento más destacado fue una gira por Europa en 1961, donde marcó 12 goles, incluyendo un partido contra el Real Madrid.

### Newell's Old Boys
Llegó al Club Atlético Newell's Old Boys de la Segunda División de Argentina en 1963. Cardoso confesó que desconocía el fútbol argentino antes de su llegada al equipo, pero encontró compañía con otros siete brasileños contratados por el club. A pesar de que su nuevo club competía en la «B» tras el escándalo que anuló su ascenso en 1961, Cardoso se destacó en el equipo. En 1964, tras un recurso exitoso contra la anulación de su ascenso, Newell's Old Boys volvió a Primera División.
En la máxima categoría, marcó goles importantes, como uno de tiro libre contra Boca Juniors y otro en el clásico rosarino. En 1965, tuvo un desempeño sobresaliente, anotando dos goles en un empate 2–2 con Boca Juniors en la Bombonera y otro doblete en una victoria 2–0 sobre Estudiantes (LP). También fue autor del único gol en una histórica victoria 1–0 sobre Rosario Central en el Gigante de Arroyito, la única del Newell's en ese estadio entre 1956 y 1980.

### Independiente
La transferencia al Club Atlético Independiente fue una de las mayores del fútbol argentino en esa época, concretada ya en marzo de 1966, e incluyó un intercambio por Roque Avallay a Newell's Old Boys. Debutó con un gol y una asistencia contra Boca Juniors en la Bombonera y tuvo un buen rendimiento inicial, destacándose también en la Copa Libertadores 1966, donde marcó dos goles en seis partidos. Sin embargo, una grave lesión en el pie limitó su desempeño a nueve partidos y dos goles en el torneo local.
Aunque se esforzó por recuperar su nivel, Cardoso fue finalmente transferido al club rival, Racing Club. La negociación fue descrita por el brasileño en 2015 como tranquila y sin polémicas.

A transferência para o Racing foi discreta e tranquila, fui vendido normalmente, sem problema nenhum. Quando vieram falar comigo, já estavam acertados com o Independiente. Naquela época, até a rivalidade entre os clubes era normal. Quando a imprensa soube, eu já estava contratado pelo Racing. Naquela época, a rivalidade era normal, não se dava importância para estas mudanças de clube. Éramos bem vizinhos.
La transferencia al Racing fue discreta y tranquila, fui vendido normalmente, sin problema alguno. Cuando me lo mencionaron, ya estaba todo arreglado con Independiente. En esa época, hasta la rivalidad entre los clubes era normal. Cuando la prensa lo supo, yo ya había firmado con Racing. No se daba importancia a estos cambios de equipo. Éramos prácticamente vecinos
Cardoso

En total, Cardoso disputó catorce partidos con Independiente, viéndose también perjudicado por la competencia con Raúl Bernao, quien ya era un gran ídolo del club.

### Racing Club

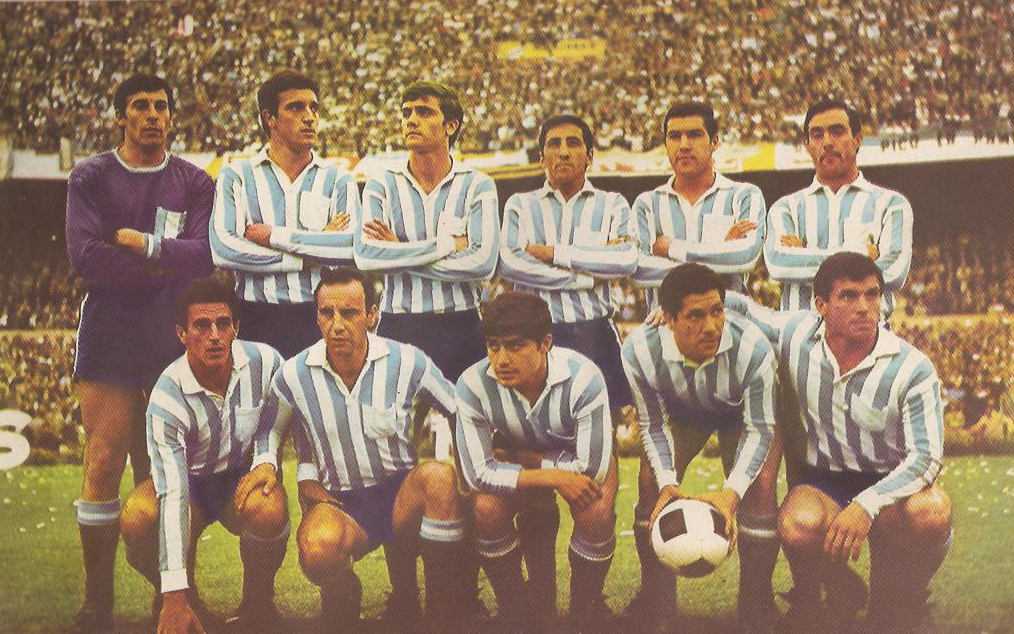
El Equipo de José, como se conoció a aquel Racing Club dirigido por Juan José Pizzuti, antes del partido de vuelta de la Copa Intercontinental 1967. Cardoso es el primer jugador agachado, de izquierda a derecha.

Fue adquirido por el Racing Club de la Primera División de Argentina como variante en ataque, debido a la lesión de su goleador, Jaime Martinoli. Debutó el 19 de diciembre de 1966 desde el banco de suplentes en un amistoso contra el Bayern de Múnich, el cual finalizó 3–2 a favor de los argentinos. Fue elegido como el mejor jugador de dicho partido, algo que le valió críticas del periodista uruguayo Víctor Hugo Morales. En 2015, Cardoso describió su actuación contra los alemanes como «normal», sin mayores recuerdos del partido.
En el Campeonato Metropolitano 1967 convirtió un gol contra Huracán en la 6.ª fecha, otro contra Atlanta en la 8.ª fecha, y dos goles contra Argentinos Juniors en la 14.ª fecha. En dicho certamen, su equipo llegó hasta la final, la cual perdió ante Estudiantes (LP) por 3–0 en el Gasómetro.
En la Copa Libertadores 1967 tuvo un papel crucial al anotar tres goles que contribuyeron al histórico título del Racing Club. El primero fue el 5 de abril, en la victoria por 2–0 contra Bolívar de Bolivia en La Paz, un escenario complicado por la altitud. Su segundo gol llegó el 20 de abril, cerrando el marcador 4–1 sobre Santa Fe de Colombia en Avellaneda. Finalmente, el 29 de agosto, en la final disputada en Santiago de Chile, Cardoso abrió el marcador contra Nacional de Uruguay. El encuentro terminó 2–1, consagrando a Racing Club como campeón del certamen.
En la Copa Intercontinental 1967 disputó los encuentros de vuelta y desempate, y se consagró campeón con su equipo ante el Celtic de Escocia. Esta victoria significó el primer título mundial para un club argentino.
En el Campeonato Nacional 1967 convirtió dos goles. El primero fue ante Chaco For Ever en la 2.ª fecha, y el segundo, ante River Plate en la 10.ª fecha.
En total, Cardoso jugó 43 partidos oficiales con Racing Club y marcó nueve goles. En 1967, fue el segundo máximo goleador del equipo en torneos locales con seis tantos, solo detrás de Norberto Raffo, quien anotó nueve.

### Últimos años
En 1968, Cardoso regresó a Brasil para jugar en el Clube Náutico, aunque permaneció solo cuarenta días en el equipo de Recife. En 1969 volvió brevemente a Argentina para reincorporarse al Newell's Old Boys antes de retirarse del fútbol. En su regreso, debutó en la 5.ª jornada, disputó diez partidos, anotó dos goles y provocó dos penales que fueron convertidos por sus compañeros.

## Clubes
| Club              | País      | Año         |
| ----------------- | --------- | ----------- |
| Gremio            | Brasil    | 1958 - 1963 |
| Newell's Old Boys | Argentina | 1963 - 1965 |
| Independiente     | Argentina | 1966 - 1967 |
| Racing Club       | Argentina | 1967 - 1968 |
| Clube Náutico     | Brasil    | 1968        |
| Newell's Old Boys | Argentina | 1968 - 1969 |

## Palmarés

### Campeonatos regionales
| Torneo                                  | Club   | Estado             | Año  |
| --------------------------------------- | ------ | ------------------ | ---- |
| Campeonato de la Ciudad de Porto Alegre | Grêmio | Río Grande del Sur | 1959 |
| Campeonato Gaúcho                       | Grêmio | Río Grande del Sur | 1959 |
| Campeonato de la Ciudad de Porto Alegre | Grêmio | Río Grande del Sur | 1960 |
| Campeonato Gaúcho                       | Grêmio | Río Grande del Sur | 1960 |

### Campeonatos internacionales
| Torneo                | Club        | Sede       | Año  |
| --------------------- | ----------- | ---------- | ---- |
| Copa Libertadores     | Racing Club | Santiago   | 1967 |
| Copa Intercontinental | Racing Club | Montevideo | 1967 |